# Картофельный крахмал

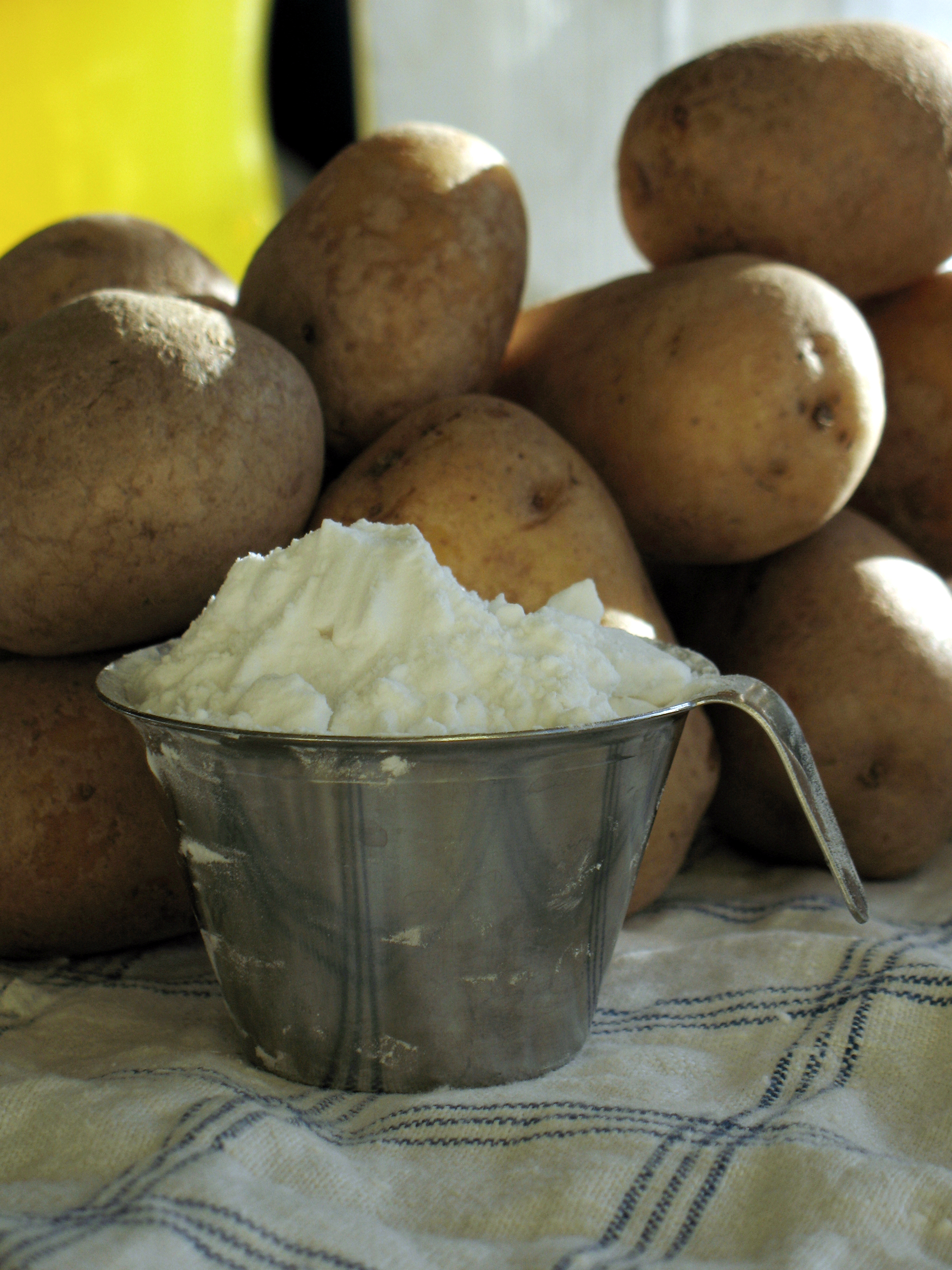
Картофельный крахмал

Картофельный крахмал — это крахмал, извлеченный из картофеля. Зёрна крахмала (лейкопласты) содержатся в клетках картофельных клубней. Производство крахмала заключается в измельчении картофеля, при этом крахмальные зёрна высвобождаются из разрушенных клеток. Затем крахмал промывают и высушивают.
Картофельный крахмал — порошок чисто белого цвета. Имеет форму характерных крупных овальных гранул размером от 5 до 100 мкм. Картофельный крахмал содержит минимальное количество белка и жира. Приготовленный картофельный крахмал имеет нейтральный вкус, прозрачен, обладает высокой прочностью и содержит длинные молекулы амилозы. В картофельном крахмале содержится примерно 800 ppm фосфатов, которые увеличивают вязкость и придают раствору лёгкий анионный характер. Картофельный крахмал имеет низкую температуру желатинизации (приблизительно 60 °C) и высокую степень набухания. Практически не имеет тенденции к пенообразованию и пожелтению.
Эти характерные свойства крахмала используются для пищевых и технических целей.

## Использование
Продукты, произведённые с использованием крахмала, используются во многих блюдах. В частности, крахмал входит в рецептуру лапши, мармелада, картофельных чипсов, колбасных изделий и сосисок, супов-пюре и соусов, киселей, кондитерского крема и изделий из теста. Из крахмала изготавливают безглютеновые продукты, кошерные продукты на Песах. Он широко используется в азиатской кухне. Физико-химические характеристики картофельного крахмала обеспечивают ему преимущество в кулинарии перед другими сортами крахмала: он обеспечивает ровную, стабильную структуру соуса, а способность молекул распадаться на более мелкие придаёт блюдам необходимую тонкость и нежность.
Картофельный крахмал используют в народной медицине как вяжущее и обволакивающее средство, в фармацевтическом и косметическом производстве в качестве разрыхлителя.
Техническое использование картофельного крахмала также достаточно широко: из него изготавливают обойный клейстер, клеи для производства бумаги, клейких лент, средства для аппретирования и шлихтования тканей. В быту картофельный крахмал часто используется для подкрахмаливания текстильных изделий.

## Производство

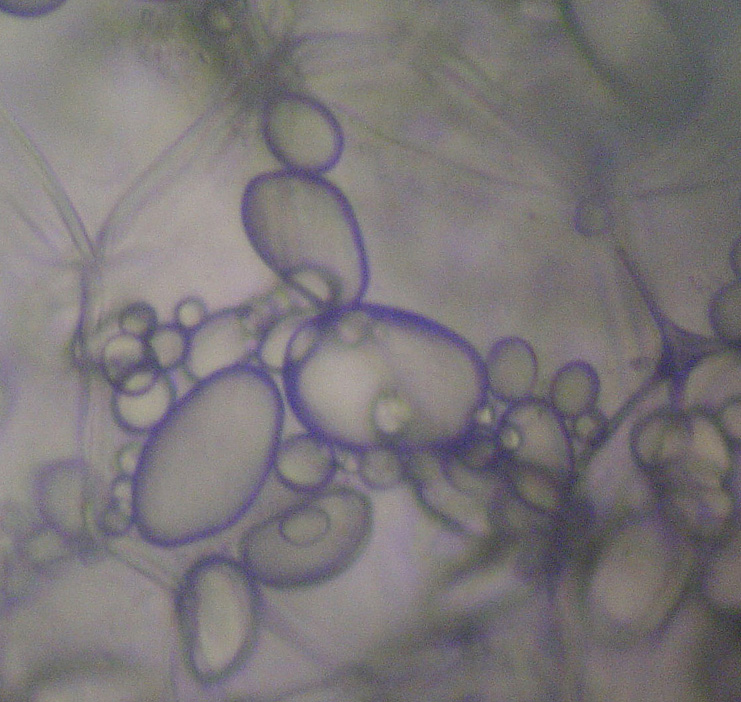
Вид под микроскопом: картофельный крахмал (амилопласты) в растительной клетке

Промышленное производство картофельного крахмала в Европе имеет более давнюю историю, чем другие виды крахмала. И в настоящее время он является одним из важнейших пищевых продуктов.
Для получения картофельного крахмала выращивают высокоурожайные крахмалистые сорта картофеля. Картофель на крахмал выращивают в Германии, Нидерландах, Китае, Японии Франции, Дании и Польше, а также в Швеции, Финляндии, Австрии, Чехии, Украине, Канаде и Индии.
При производстве крахмала картофель измельчают, крахмальные зёрна вымывают водой, затем крахмал отстаивают, а в промышленных условиях центрифугируют. Готовый крахмал выпаривают (рафинируют) и высушивают.
Картофельный крахмал получается также как сопутствующий продукт переработки картофеля при производстве замороженного картофеля-фри и картофельных чипсов.

## Идентификация

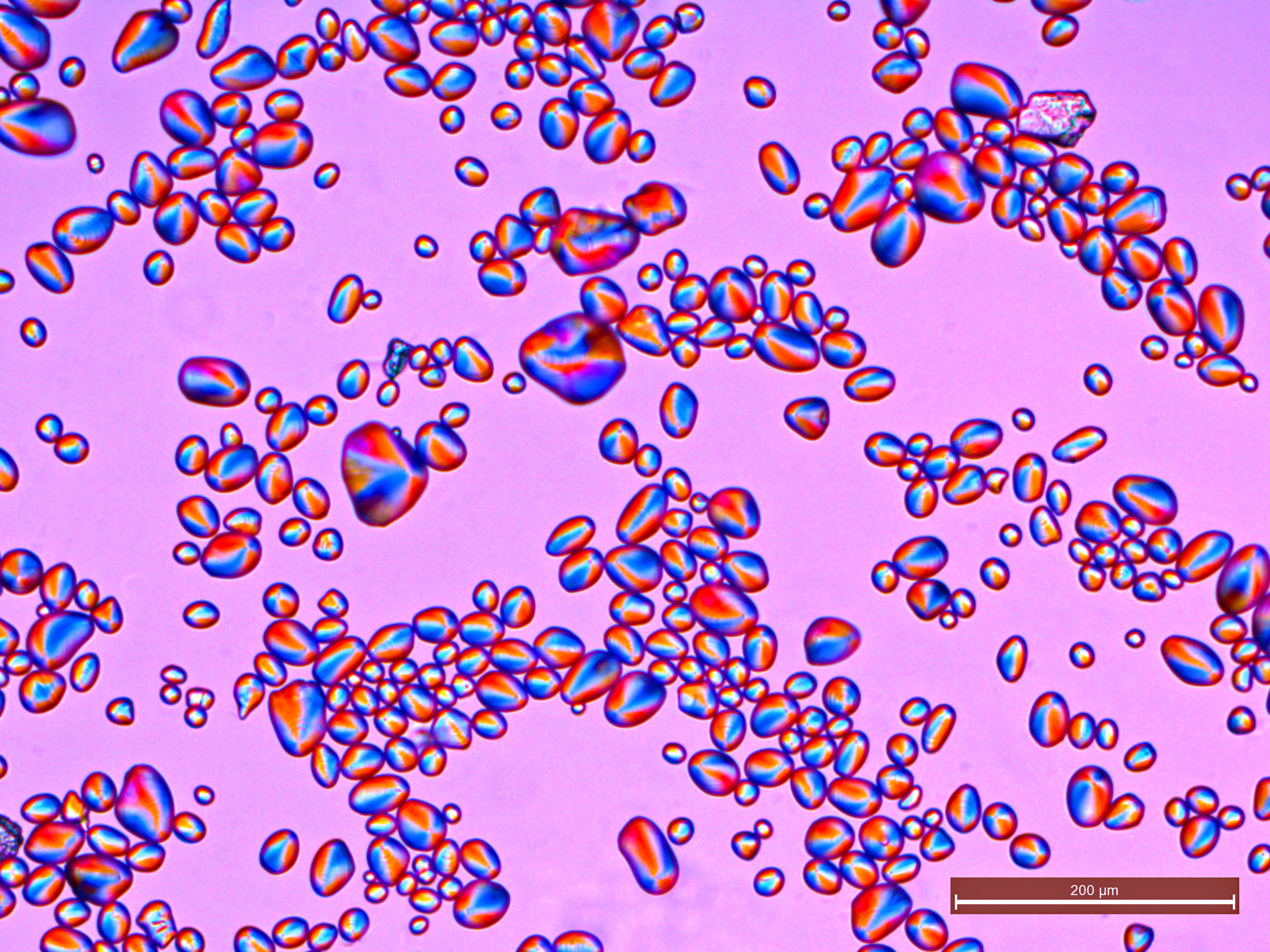
Картофельный крахмал в поляризованном свете, увеличение в 100 раз

Микроскопическое исследование крахмала с использованием смеси дистиллированной воды и глицерина в равных объёмах демонстрирует прозрачные бесцветные гранулы яйцевидной, грушевидной или неправильной формы, Размер гранул, как правило, от 30 мкм до 100 мкм, иногда встречаются крупные гранулы более 100 мкм, а также мелкие круглые гранулы размером от 10 мкм до 35 мкм. В поляризованном свете крахмальные гранулы обладают характерным крестовидным затемнением. Картофельный крахмал, смоченный водой, становится липким.